# تهجين الكلاب

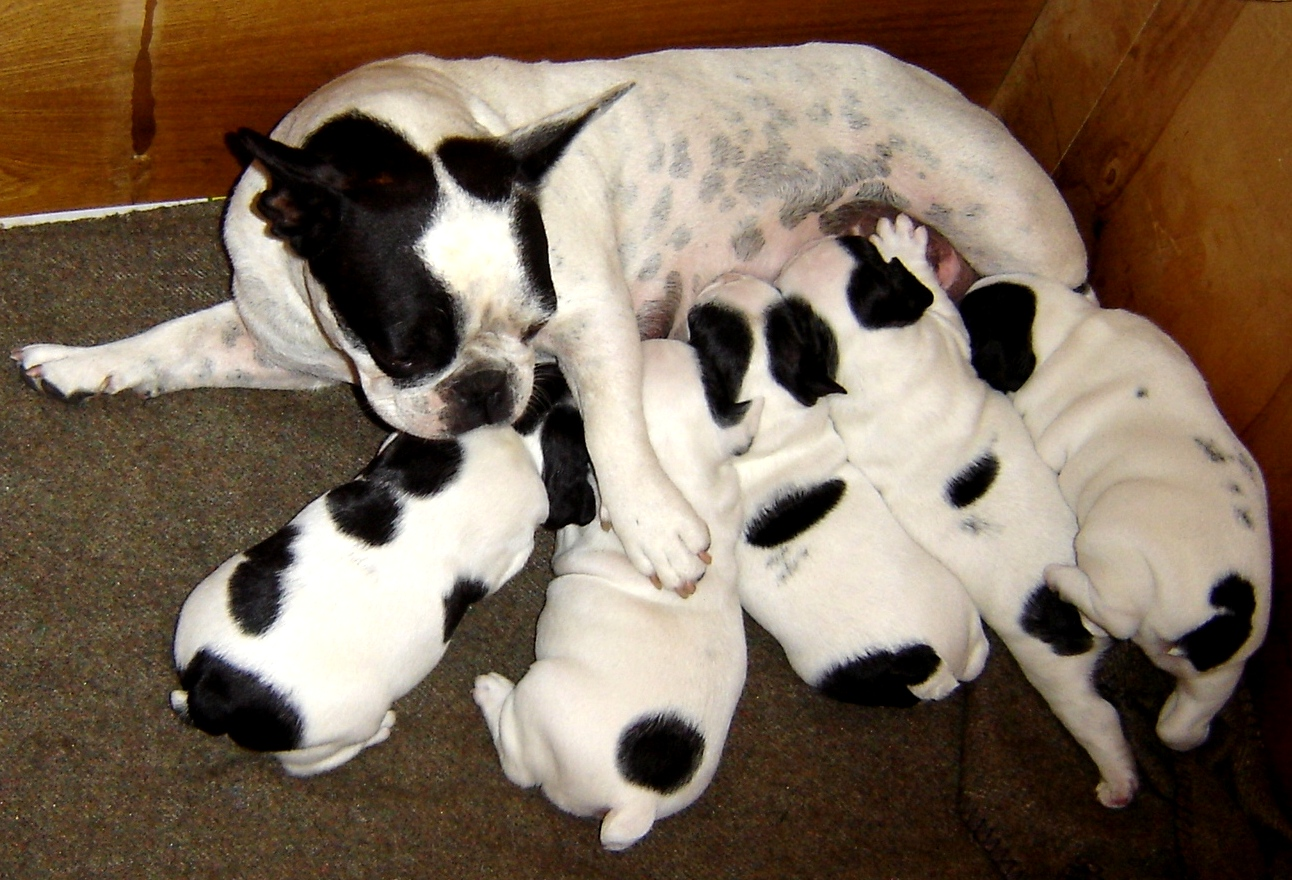
خمس جراء وأمهم

تهجين الكلاب (بالإنجليزية: Dog breeding)‏، هو إجراء تزاوج بين سلالات مختلفة من الكلاب بهدف الحفاظ على صفات معيَّنة فيها أو إنتاج صفات وخصائص جديدة، عندما تتكاثر الكلاب دون أي تدخلٍ بشري تتحدَّد خصائص الأبناء عن طريق الانتقاء الطبيعي، بينما يشير مصطلح تهجين الكلاب إلى الانتقاء الصناعي حيث يتدخل البشر في عملية التكاثر هذه.

## دورة الشبق
تصل الكلاب عادةً لسنِّ البلوغ بين عمر 6 و 24 شهر، وعندها تبدأ الدورة الجنسيَّة عند إناث الكلاب والتي تعرف باسم دورة الشبق ويمكن أن تصبح الأنثى حاملاً خلال فترة 3 – 21 يوماً من هذه الدورة، هناك عادةً 4 مراحل لدورة الشبق هذه، تحدث فيها تغيُّرات في بطانة الرحم وحجمه نتيجة الإفرازات الهرمونيَّة من المبايض الأنثويَّة لتهيئة جسم الأنثى للحمل.

## تاريخ
منذ عصور ما قبل التاريخ حافظ البشر على أعداد من الحيوانات المفيدة بالقرب من أماكن سكنهم، وخلال هذه الآلاف من السنوات تطوَّرت الكلاب المُستأنسة إلى أنواع أو سلالات متميِّزة مثل كلاب الرعي وكلاب الصيد وكلاب الحراسة، وللحفاظ على هذه الفروق بين السلالات قام البشر بتزويج الكلاب التي تمتلك خصائص مفيدة للحفاظ على هذه الخصائص وتعزيزها، وعن طريق هذا الإجراء تمَّ تطوير المئات من سلالات الكلاب، وقد أثَّر هذا الانتقاء الصناعي على سلوك الكلاب وشكلها وحجمها بشكلٍ واضح.
يعتقد المؤرِّخون أنَّه عندما انتقلت الحضارة البشريَّة نحو الحياة الزراعيَّة المستقرة تمَّ تهجين الكلاب لتكون بحجم أصغر وسلوك ألطف، هذه الصفات جعلت من حياة البشر والكلاب مع بعضهم أكثر سهولة وانسجاماً وخلقت فارقاً كبيراً بين كلاب المنازل والذئاب، في حين أنَّ باحثين آخرين يرفضون هذه المقارنة ويعتقدون أنَّ الذئب ليس سلفاً للكلب وإنَّما يوجد سلف مشترك بينهما.
حديثاً ومع ظهور نوادي الكلاب في منتصف القرن التاسع عشر أصبح تهجين الكلاب أكثر صرامة ودقة وتمَّ تطوير العديد من السلالات الجديدة خلال هذا الوقت، وأصبح تكاثر الكلاب منتظماً أكثر للحفاظ على الطفرات الفريدة كالأرجل القصيرة والوجه الصغير وألوان الفرو المميزة والقوام بشكلٍ عام، كذلك أظهرت زيادة شعبية الكلاب حالياً أنَّ الحكم على مظهر الكلب أكثر من قدرته على العمل أدى إلى أهداف مختلفة لعملية التهجين والتكاثر، حيث تميل الكلاب التي يتمُّ تهجينها من أجل المنظر بدلاً من الأداء إلى تطوير ميِّزات أكثر تطرفاً لتلبية المعايير المطلوبة، أحد الأمثلة على هذا التغيير في أهداف التهجين ونتائجه هو المظهر المائل لسلالة الراعي الألمانيَّة الحديثة مقارنةً بالمظهر المستقيم في السلالات العاملة القديمة.
في البداية كانت ملكيُّة الكلاب امتيازاً للأثرياء فقط بينما يستطيع أغلب الناس اليوم شراء كلب، هناك العديد من الأسباب التي تدفع الناس لتهجين الكلاب كالربح أو العرض أو لتصحيح بعض المشكلات وتحسين صحة سلالات معيَّنة، وعادةً ما يتمُّ اليوم تسجيل الولادات الجديدة وأنساب الكلاب في سجلات خاصة أغلبها تابعة لأندية الكلاب مثل نادي بيت الكلاب الأمريكي (AKC 11)، يعتبر الحفاظ على البيانات الصحيحة أمراً مهماً لمربي الكلاب الأصيلة، ويسمح الوصول إلى هذه السجلات لتحليل النسب وتوقُّع السمات والسلوكيات التي قد تنتقل عن طريق النسل، وتختلف قواعد تسجيل الكلاب بين البلدان والأندية المختلفة ويجب على المُربين الالتزام بهذه القواعد بشكلٍ صارم وخصوصاً ما يتعلق بصحة الكلاب وصفاتها العمليَّة.

## انتقادات
تمتلك بعض الكلاب خصائص وراثيَّة معيَّنة يمكن أن تتطوُّر إلى إعاقة أو مرض، مثل النمو الشاذ لعظم الورك وبعض التشوهات التي تصيب العين والقلب وبعض حالات الصمم الوراثيَّة، أُجريت العديد من الدراسات واسعة النطاق برعاية نوادي الكلاب للبحث عن العيوب الشائعة في سلالات الكلاب الشهيرة، فمثلاً يُقرُ نادي الكلاب الألماني بأنَّ سلالة كلاب الراعي الألمانية مصابة بعيب أو خلل وراثي في تنسج عظم الفخذ، يجادل بعض الباحثين العلميِّين بأنَّ التقدم في تكنولوجيا التكاثر الصناعي لأغراض تربية الكلاب يمكن أن يكون مفيداً أحياناً ولكن قد يكون له تأثيرات ضارة عند الاستخدام المفرط لها مقرانةً بطرق الانتقاء الطبيعي، ويدعو هؤلاء العلماء إلى فهم أعمق للانتقاء الطبيعي، الأمر الذي سيؤدي إلى اتباع نهج أكثر طبيعيةً في تربية الكلاب.

## معرض الصور

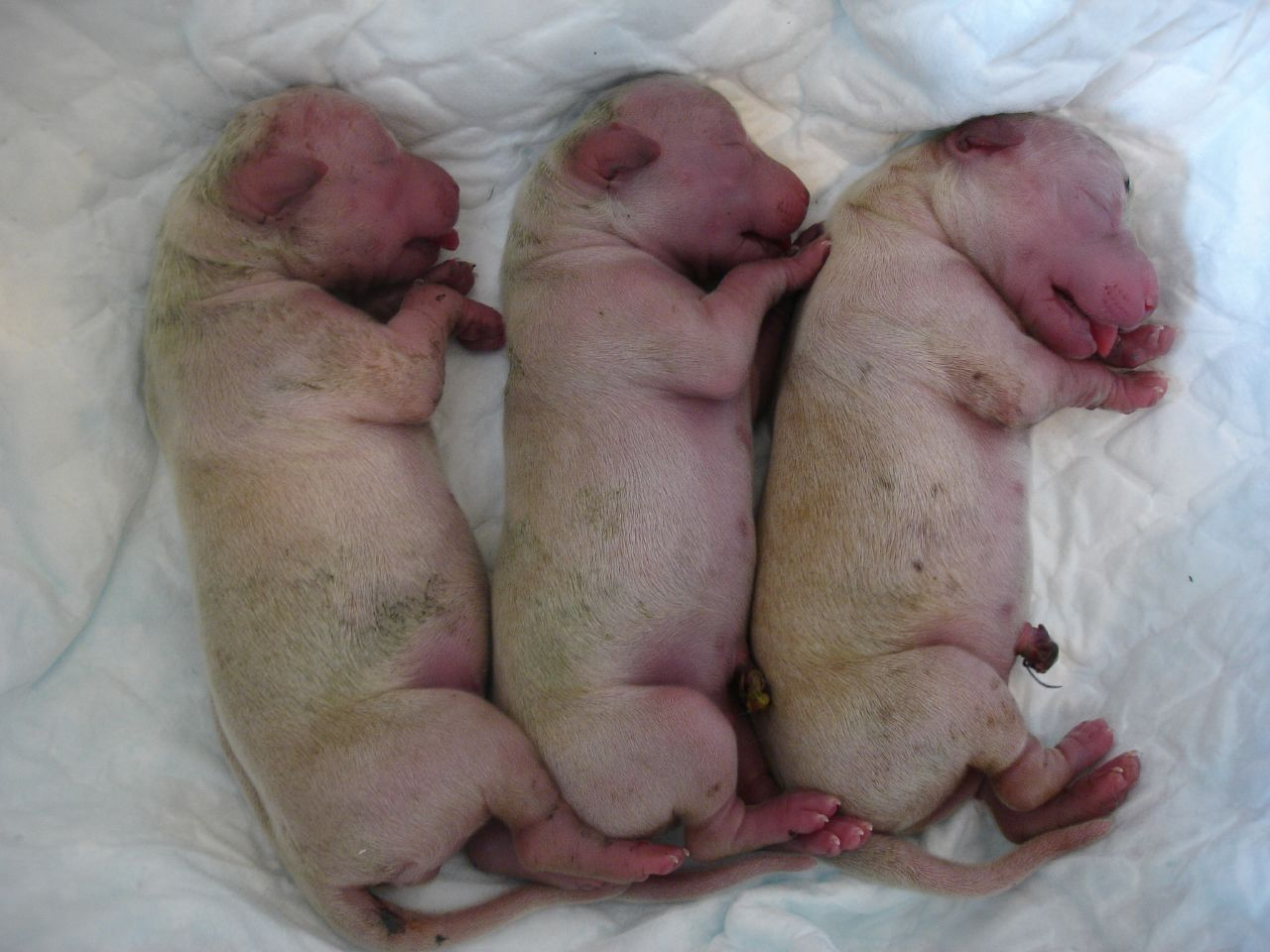
جراء حديثة الولادة
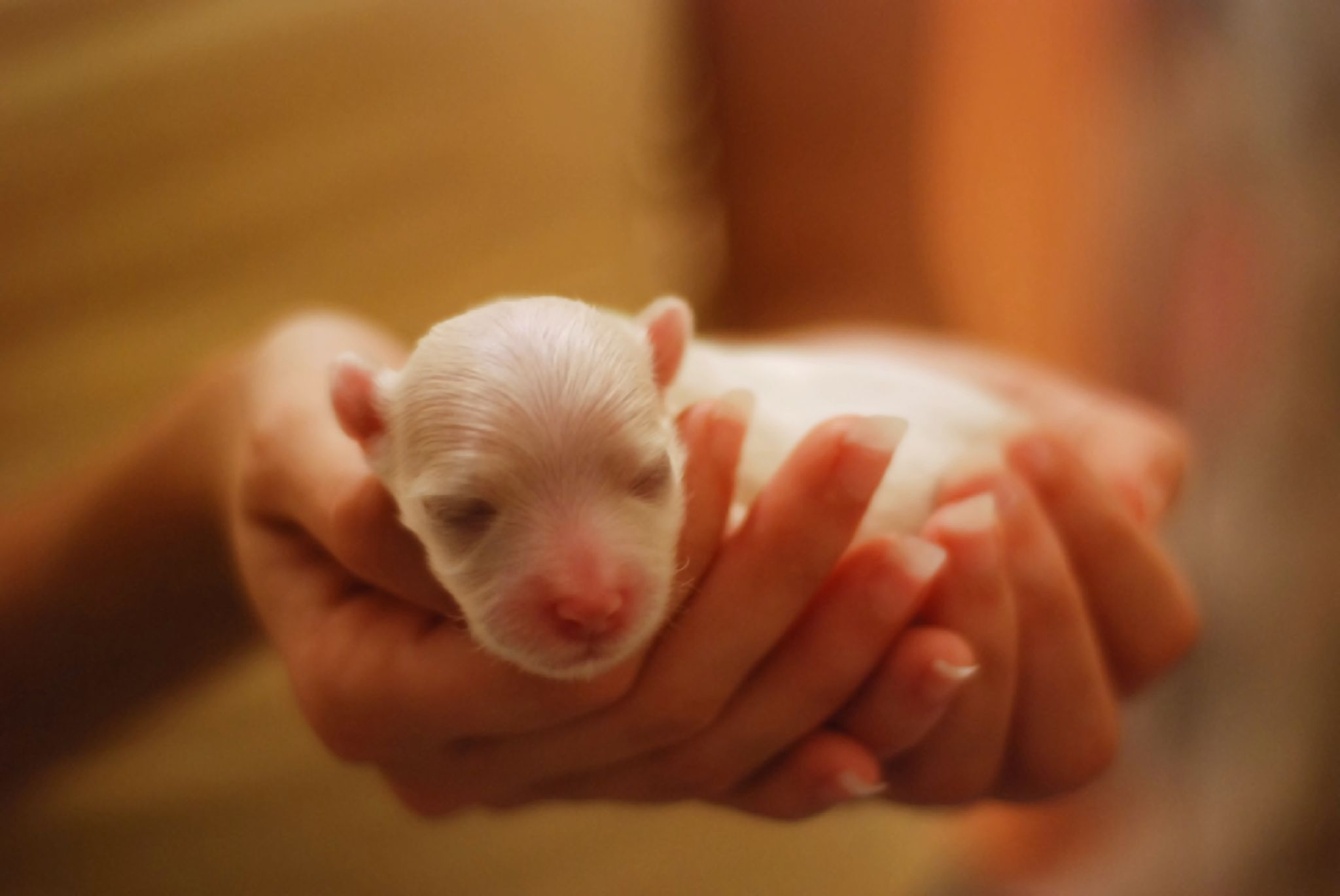
جرو عمره ثلاثة أيام
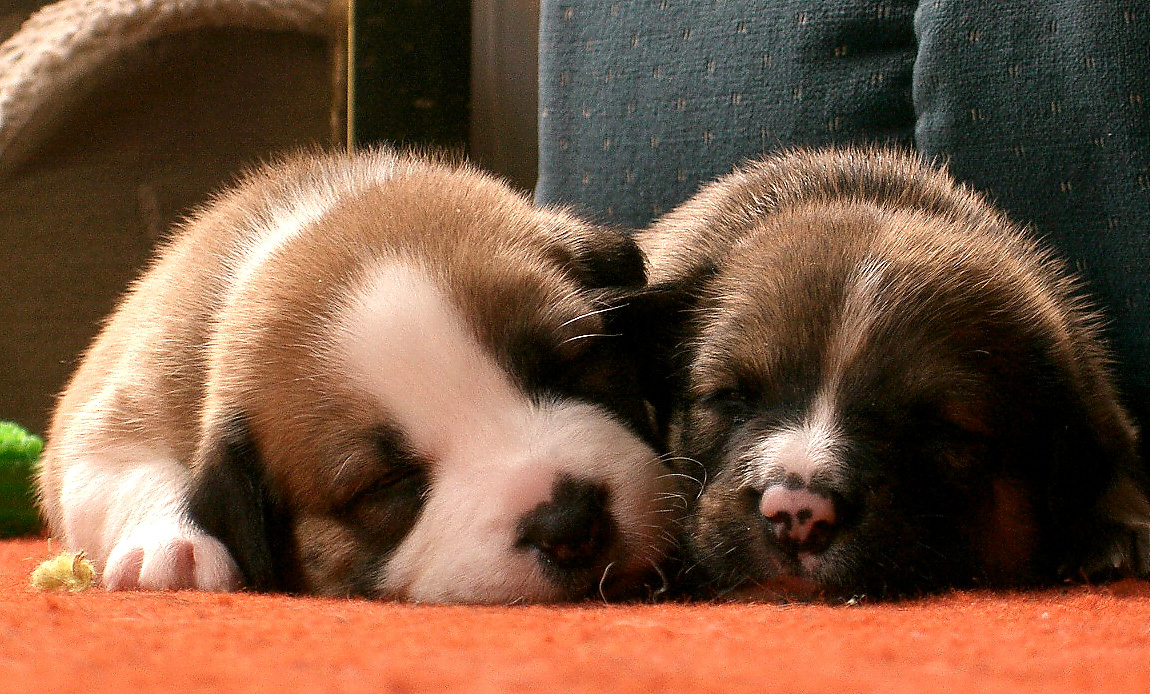
جراء عمرها بضعة أسابيع.
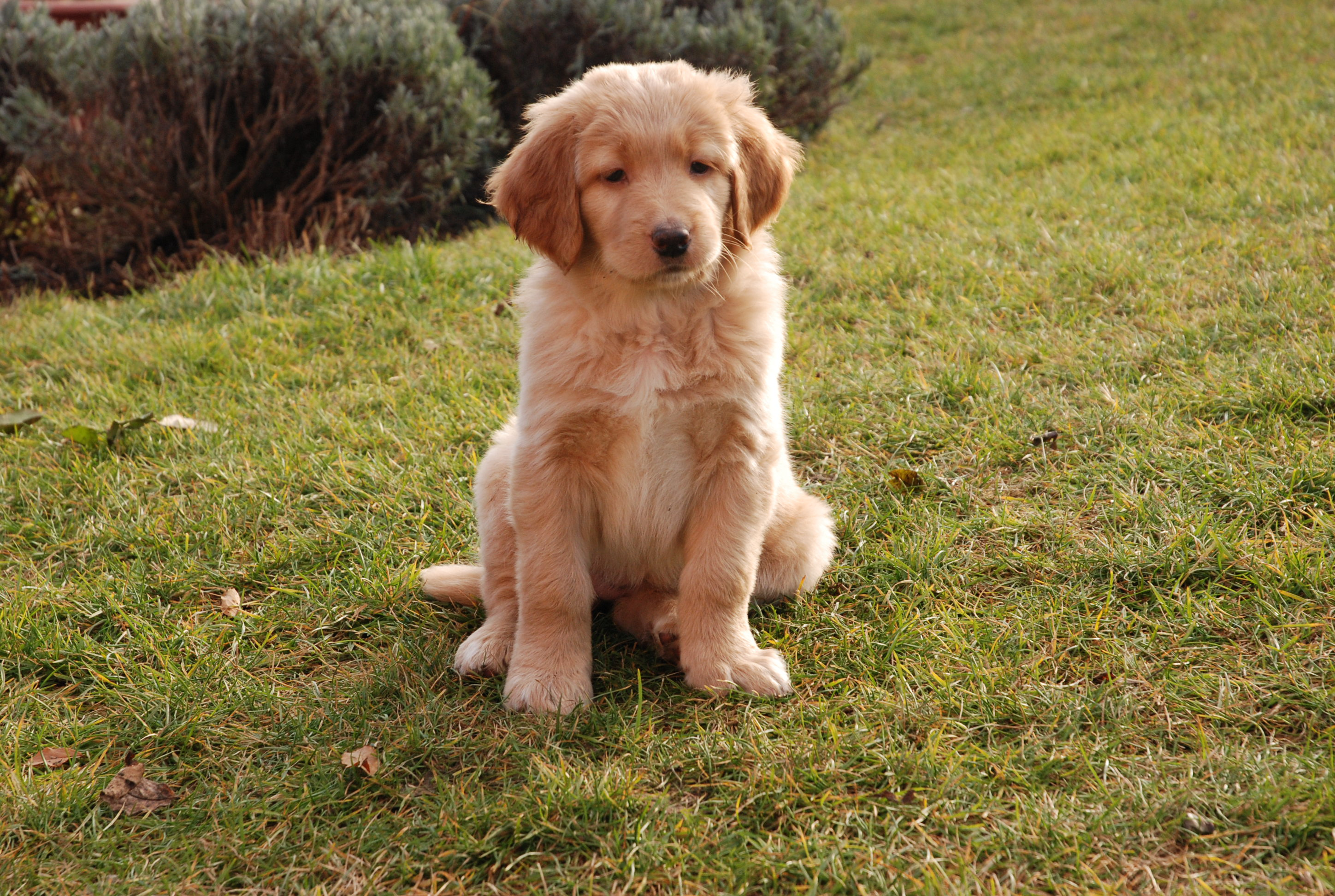
جرو عمره سبعة أسابيع.
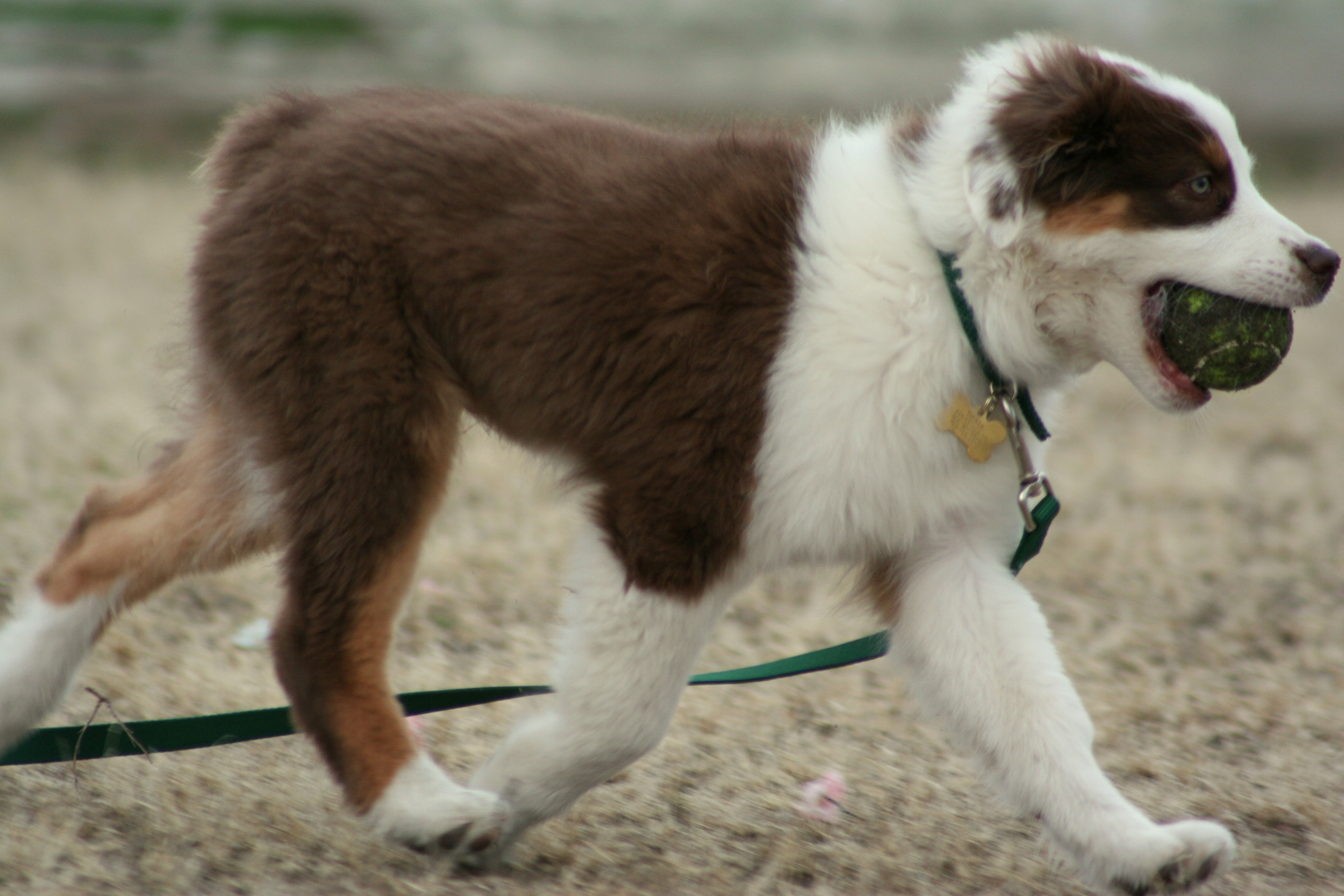
جرو عمره اثنا عشر أسبوعًا